# Tatort: Kopper
Kopper ist ein deutscher Fernsehfilm aus der Krimireihe Tatort. Der vom SWR produzierte Beitrag wurde am 7. Januar 2018 im Ersten ausgestrahlt. In dieser Tatort-Folge ermitteln die Ludwigshafener Hauptkommissare Odenthal und Kopper ihren 57. gemeinsamen Fall. Gleichzeitig verabschiedet sich der Schauspieler Andreas Hoppe mit dieser nach seiner Figur des Kommissars Mario Kopper benannten Folge aus der Filmreihe.

## Handlung
Kopper ist hocherfreut, als er auf der Straße Sandro wieder trifft, seinen engsten Freund aus der Kindheit, den es später allerdings zurück nach Sizilien verschlug. Als die beiden in einer Kneipe ihr Wiedersehen feiern und in alten Erinnerungen schwelgen, wird Sandro plötzlich von einem Gast massiv angegriffen. Kopper greift zur Waffe und erschießt den Mann. Sandro bittet Kopper nun inständig um Hilfe, denn als Steuerberater hat er mehr von den Geschäften des Mafia-Zweigs Stidda mitbekommen, als gut für ihn ist. Sandro will daher als Kronzeuge aussagen, wenn Kopper ihm hilft, ihn ins Zeugenschutzprogramm zu kommen.
Sandros Angst vor dem langen Arm der Stidda passt nur allzu gut zu dem Fall, den Lena Odenthal und Johanna Stern gerade bearbeiten müssen, denn in der JVA Frankenthal hat sich ein Mafia-Zeuge umgebracht, der nach Italien überführt werden sollte. Odenthal, Stern und LKA-Kommissarin Manz sind jedoch überzeugt, dass der Zeuge zum Selbstmord gezwungen wurde. Allerdings fehlen dafür die Beweise, sodass der Staatsanwalt vermutlich keine Untersuchung anordnen wird. Kopper fürchtet nun, dass Sandro ein ähnliches Schicksal droht, versteckt den Freund, ohne Odenthal und den Kollegen etwas davon zu erzählen, und steigt mit ihm in einem Hotel ab. Sandros Panik und Koppers eigene tödliche Kurzschlussreaktion in der Kneipe verhindern, dass Kopper sich Lena anvertraut. Die Kommissarin sorgt sich anfangs um ihren Kollegen und vermutet, dass er Liebeskummer hat, doch mit der Zeit weiß sie nicht mehr, wie sie Koppers Verhalten einschätzen soll. Er ist bei den Ermittlungen nicht nur unkonzentriert, sondern scheint ihre Arbeit nahezu zu sabotieren. Kurzerhand schickt sie Kopper nach Hause, was ihm auch recht ist. So kann er sich um Sandro kümmern. Er gibt ihm die Telefonnummer einer Kontaktperson für den Zeugenschutz und erfährt nun auch, dass sein alter Freund ihn ganz gezielt kontaktiert hatte, weil er der italienischen Polizei nicht traut. Aus Sicherheitsgründen will sich Sandro mit LKA-Kommissarin Manz auch nicht persönlich treffen, deshalb nimmt Kopper seine Aussage mit einer Kamera auf. Dabei bezichtigt Sandro auch die deutschen Behörden, mit der Stidda zusammenzuarbeiten. So hatte beispielsweise die Stadt Ludwigshafen vor 20 Jahren in Italien illegal Giftmüll entsorgen lassen. Heute würde genau dieser Giftmüll wieder nach Deutschland geholt, um mit EU-Subventionen normgerecht entsorgt zu werden. Während dieser Aufnahmen bemerken die beiden, wie drei Männer auf ihr Hotelzimmer zukommen. Umgehend ergreifen sie die Flucht und tauchen erst einmal in der Stadt unter.
Aufgrund eines übereinstimmenden Tattoos beider Opfer geht Odenthal davon aus, dass der Todesfall in der JVA und der Erschossene in der Bar in Zusammenhang stehen. Die Spur führt in ein sizilianisches Restaurant, aber Odenthal hat noch nicht genug Beweise in der Hand, um konkret etwas zu unternehmen. Doch ist sie sich sicher, dass sie auf der richtigen Fährte ist, denn sowohl sie als auch ihre Kollegin Stern erhalten stille Warnungen als Botschaft. Zudem wird LKA-Kommissarin Manz überraschend versetzt, nachdem sie sich aktiv für Odenthals Untersuchungen in Richtung Mafia eingesetzt hat.
Kopper zieht nun endlich seine Kollegin ins Vertrauen. Er gesteht ihr den tödlichen Schuss, will sich aber erst stellen, wenn Sandro sicher im Zeugenschutz untergebracht ist. Er übergibt Odenthal die Aufnahmen, damit sie den Zeugenschutz für Sandro bei der Staatsanwaltschaft beantragt. Die lässt sich allerdings nicht überzeugen, da bei den geschilderten Anschuldigungen keine konkreten Straftaten nach deutschem Recht vorliegen. Als Sandro sein Vorhaben scheitern sieht, verliert er die Nerven und springt vor Koppers Augen von einer Brücke in den Tod. Damit hat Kopper nun aber auch keinen Zeugen für die Notwehr in der Bar. Aufgrund seiner Eigenmächtigkeiten wird er aus dem Polizeidienst entlassen. Nachdem das Strafverfahren gegen ihn eingestellt wurde, verlässt er Deutschland und kehrt zu seinen Wurzeln nach Sizilien zurück.

## Veröffentlichung
Die Premiere des Films war am 9. Juni 2017 auf dem SWR-Sommerfest in Mainz.

## Hintergrund
Inhaltlich behandelt die Folge die sizilianischen Wurzeln Mario Koppers, dessen Kindheitsfreund Sandro ins Visier der Mafia gerät. In zahlreichen Flashbacks wird Kopper in seine Jugendzeit zurückversetzt. Es ist zugleich der letzte Auftritt des italienischstämmigen Ermittlers.
Der Film wurde vom 18. Oktober 2016 bis zum 19. November 2016 in Spanien, Frankfurt, Karlsruhe, Ludwigshafen, Mannheim und Baden-Baden und Umgebung sowie auf der Rheinbrücke Wintersdorf gedreht. Die Szene in der Lounge auf dem Expedia Hotel in Ludwigshafen wurde auf Wunsch von Andreas Hoppe ausgewählt. Der deutsch-italienische Mafiaexperte Sandro Mattioli wirkte als Berater für die Folge. Die Figur des von Peter Sattmann verkörperten EU-Kommissars Joseph Sattler kam bereits 2015 im Tatort: Roomservice vor.

## Rezeption

### Kritiken
Christian Buß von Spiegel Online urteilte: „Das Kopper-Arrivederci ist eine kleine Variation aufs große Mafia-Kino geworden, ein Angebot der Redaktion, das Hoppe nicht ablehnen konnte. „Der Pate 2 1/2“. […] das 'Tatort'-Nachleben seiner Figur Mario Kopper aber könnte nicht schöner sein. Der Blick geht aufs Meer, eine Sizilianerin im Sommerkleid tanzt in der Sonne, im Glas perlt ein gut gekühlter Weißwein. So kann es nach 57 Folgen 'Tatort' auf immer weitergehen. Ciao, Mario.“
Bei der FAZ schrieb Claudia Reinhard: „Was letztlich zu der Entscheidung geführt hat, den Kommissar Mario Kopper aus dem Dienst zu nehmen, bleibt Geheimsache. Jedenfalls beschert der SWR dem Schauspieler und der Figur mit der 'Tatort'-Folge 'Kopper' einen würdigen Abgang. Der Fall ist zwar zuweilen etwas verworren, aber er verknüpft eine liebgewonnene Figur mit einem großen Krimi-Thema. Das erscheint sowohl der Geschichte des Ermittlers als auch der Stadt, die über zwanzig Jahre dessen Revier war, durchaus angemessen.“
Harald Keller bewertet den Film für tittelbach.tv und meinte: Andreas Hoppes letzter Auftritt „hätte Anlass sein können, die von ihm verkörperte Figur des Mario Kopper tiefer auszuloten. Jugend, Herkunft, auch sein Glaube kommen zur Sprache, werden aber nur angerissen. Fluchtbewegungen und Verfolgungsjagden lassen dafür keine Zeit.“ „Selbst eine Szene, die Kopper im Beichtstuhl zeigt, bringt keine Nuancierung in Richtung Zweifel, Zerrissenheit, Selbstvorwürfe. All das will nicht so recht passen zu jenem Kopper, den man über so viele Jahre hinweg als empathischen Mitmenschen kennenlernen und begleiten durfte.“

### Einschaltquote
Die Erstausstrahlung von Kopper am 7. Januar 2018 wurde in Deutschland von 9,99 Millionen Zuschauern gesehen und erreichte einen Marktanteil von 27,4 % für Das Erste.